# 甲斐菜々子
甲斐 菜々子（かい ななこ）は、テレビ大分の記者。元長崎国際テレビのアナウンサー。

## 人物
大分県出身。2021年からアナウンサーなどの仕事をしている。

## 担当番組
- NIB news every.
- NNNストレイトニュース
- NIBニューススポット